# Elite-Rennen
Elite-Rennen var en årlig travtävling på Gelsentrabpark i Gelsenkirchen i Tyskland. Loppet kördes under åren 1972-2004. Loppet gick av stapeln i mitten av juli, och kördes från 1986 över 2011 meter med autostart. Det var ett Grupp 1-lopp, det vill säga ett lopp av högsta internationella klass. Loppet var ett av Tysklands viktigaste lopp.

## Vinnare
| År   | Häst               | Kusk                  | Land          | Distans | Tid     | Tvåa               | Trea            |
| ---- | ------------------ | --------------------- | ------------- | ------- | ------- | ------------------ | --------------- |
| 2004 | Revenue            | Lutfi Kolgjini        | Sverige       | 2011 m  | 1.14,1a | Digger Crown       | Freiherr As     |
| 2003 | Revenue            | Lutfi Kolgjini        | Sverige       | 2011 m  | 1.11,7a | Intact Hornline    | Freiherr As     |
| 2002 | Legendary Lover K. | Steen Juul            | USA           | 2011 m  | 1.12,5a | Intact Hornline    | Presta Yankee   |
| 2001 | Varenne            | Giampaolo Minnucci    | Italien       | 2011 m  | 1.13,7a | Intact Hornline    | Baron Pepper    |
| 2000 | Giesolo de Lou     | Jean-Paul Fichaux     | Frankrike     | 2011 m  | 1.14,6a | Varenne            | Baron Pepper    |
| 1999 | Indian Silver      | Stig H. Johansson     | Sverige       | 2011 m  | 1.12,0a | Rudolf Le Ann      | Nuke It Linsay  |
| 1998 | Huxtable Hornline  | Anders Lindqvist      | Sverige       | 2011 m  | 1.15,4a | Dryade des Bois    | Atom Tess       |
| 1997 | Dryade des Bois    | Joseph Verbeeck       | Frankrike     | 2011 m  | 1.12,6a | Zoogin             | Express First   |
| 1996 | Zoogin             | Åke Svanstedt         | Sverige       | 2011 m  | 1.13,8a | Lovely Godiva      | Triple T Storm  |
| 1995 | Activity           | Anders Lindqvist      | Sverige       | 2011 m  | 1.11,9a | Copiad             | Abo Volo        |
| 1994 | Abo Volo           | Paul Viel             | Frankrike     | 2011 m  | 1.12,9a | Sea Cove           | Campo Ass       |
| 1993 | Sea Cove           | Joseph Verbeeck       | Kanada        | 2011 m  | 1.14,5a | Texas Express      | Ideal           |
| 1992 | Sea Cove           | Joseph Verbeeck       | Kanada        | 2011 m  | 1.13,3a | Brendy             | Super Darby     |
| 1991 | Shogun Lobell      | Berndt Lindstedt      | USA           | 2011 m  | 1.13,8a | Quellou            | Brendy          |
| 1990 | Rêve d’Udon        | Yves Dreux            | Frankrike     | 2011 m  | 1.14,1a | Brendy             | Marie Dillon    |
| 1989 | Rêve d'Udon        | Yves Dreux            | Frankrike     | 2011 m  | 1.15,2a | Indus              | Reado           |
| 1988 | Yzeren Hein        | R. Kromkant           | Nederländerna | 2011 m  | 1.14,2a | Mack the Knife     | Nealy Lobell    |
| 1987 | Mont de Maine      | Heinz Wewering        | Frankrike     | 2011 m  | 1.15,0a | Big Spender        | Ulaan           |
| 1986 | Ourasi             | Jean-René Gougeon     | Frankrike     | 2011 m  | 1.14,2a | Utah Bulwark       | Super Play      |
| 1985 | Toyota Moulin      | Per Ulven             | Norge         | 2500 m  | 1.16,3a | Granit Bangsbo     | Nodesso         |
| 1984 | Lurabo             | Michel-Marcel Gougeon | Frankrike     | 2500 m  | 1.14,8a | Lutin d*Isigny     | Pay Me Quick    |
| 1983 | Lutin d'Isigny     | Jean-Paul André       | Frankrike     | 2500 m  | 1.16,2a | Dartster F.        | Kombo           |
| 1982 | Keystone Patrol    | Heinz Gulden          | USA           | 2500 m  | 1.17,0a | Zorrino            | Ianthin         |
| 1981 | Jorky              | Léopold Verroken      | Frankrike     | 2500 m  | 1.17,7a | Keystone Patriot   | Mustard         |
| 1980 | Idéal du Gazeau    | Eugène Lefèvre        | Frankrike     | 2500 m  | 1.15,6a | Mustard            | Express Gaxe    |
| 1979 | Pershing           | Berndt Lindstedt      | USA           | 2500 m  | 1.16,8a | Meadow Matt        | Speedy Volita   |
| 1978 | Hadol du Vivier    | Jean-René Gougeon     | Frankrike     | 2500 m  | 1.16,9a | Madison Avenue     | Eléazar         |
| 1977 | Pershing           | Berndt Lindstedt      | USA           | 2500 m  | 1.17,7a | Granit             | Equileo         |
| 1976 | Eléazar            | Léopold Verroken      | Frankrike     | 2500 m  | 1.17,4a | Dalco II           | Hassan Star     |
| 1975 | Bellino II         | Jean-René Gougeon     | Frankrike     | 2500 m  | 1.19,1a | Equileo            | Gallini         |
| 1974 | Équiléo            | Bernard Froger        | Frankrike     | 2500 m  | 1.19,3a | Vent de I'Histoire | Jojo Buitenzorg |
| 1973 | Elsie              | F. Desoete            | Belgien       | 2525 m  | 1.18,5a | Bill D             | Eskimot         |
| 1972 | Dart Hanover       | Berndt Lindstedt      | USA           | 2525 m  | 1.19,1  |                    |                 |